# Helen Hayes
Helen Hayes Brown (Washington D.C., 10 oktober 1900 - Nyack (New York), 17 maart 1993) was een Amerikaans actrice. 
Zij trouwde in 1928 met de Amerikaanse scenarioschrijver Charles MacArthur. Haar carrière duurde bijna zeventig jaar lang. Ze kreeg uiteindelijk de bijnaam "Eerste Dame van het Amerikaanse Theater" en was een van de negen personen die een Emmy, Grammy, Oscar en een Tony award won. In 1982 richtte ze samen met voormalig first lady Lady Bird Johnson National Wildflower Research Center (in 1997 omgedoopt in Lady Bird Johnson Wildflower Center) op, een botanische tuin die zich geheel richt op inheemse planten van de Verenigde Staten.